# Pleorchis californiensis
Pleorchis californiensis är en plattmaskart. Pleorchis californiensis ingår i släktet Pleorchis och familjen Pleorchiidae. Inga underarter finns listade i Catalogue of Life.